# Hail Satin
| Оценки критиков | Оценки критиков |
| Источник        | Оценка          |
| --------------- | --------------- |
| Pitchfork       | 5.4/10          |
| AllMusic        | [ 3 ]           |

Hail Satin — альбом группы Dee Gees, сайд-проекта американской рок-группы Foo Fighters. Он был выпущен 17 июля 2021 года ко Дню музыкального магазина. Альбом состоит из пяти кавер-версий песен, изначально написанных и записанных членами семьи Гибб (четыре из Bee Gees и один сольный альбом Энди Гибба), и пяти концертных версий песен из альбома Foo Fighters Medicine at Midnight 2021 года на его второй стороне. Название «Dee Gees» — это игра инициалов Bee Gees и Дэйва Грола; название альбома — это обращение к сатину (обычной ткани эпохи диско) и фразе «привет Сатане». Это последний альбом с участием барабанщика Тейлора Хокинса перед его смертью 25 марта 2022 года.

## Общая информация

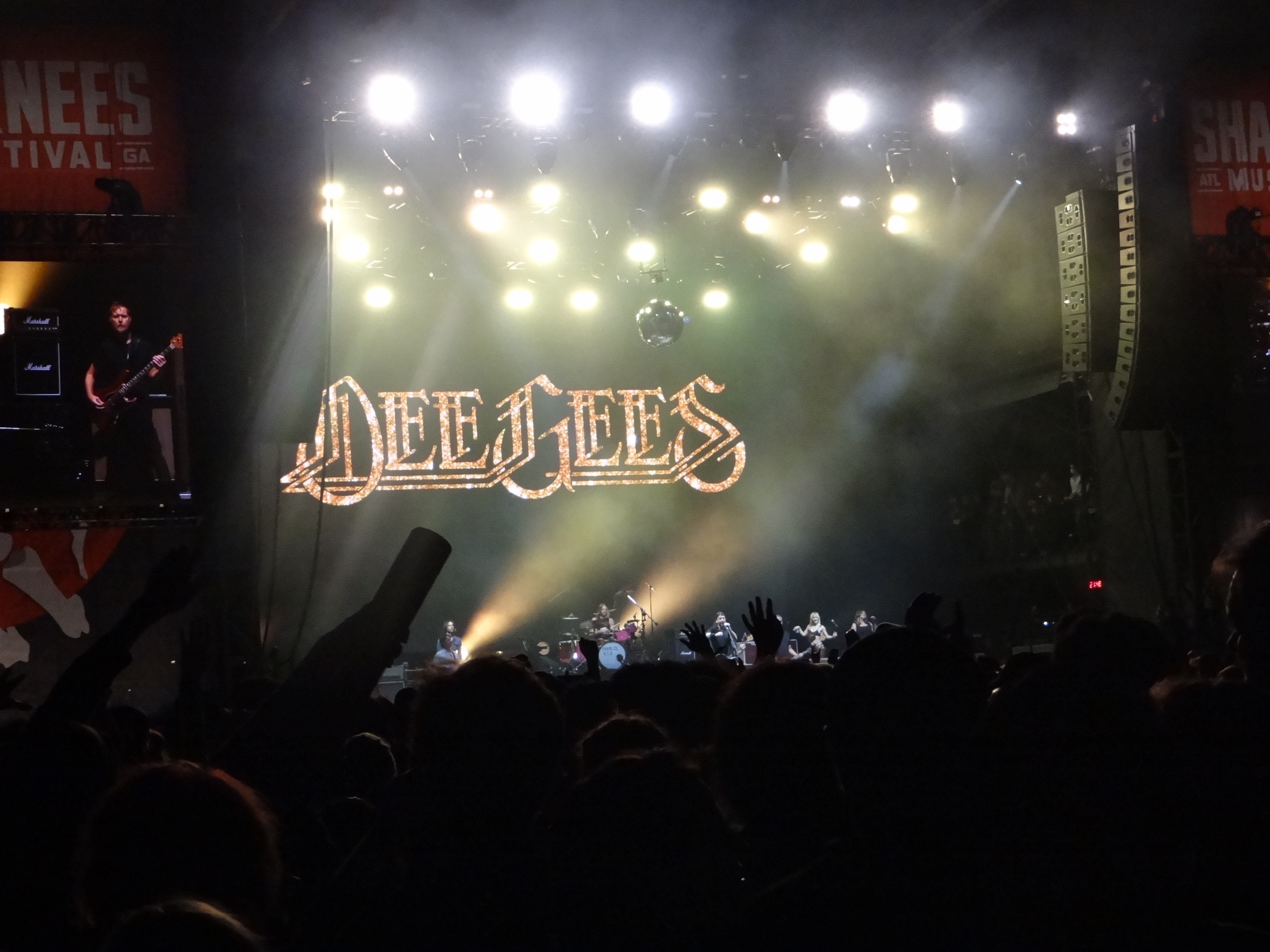
Foo Fighters выступают под именем The Dee Gees на Shaky Knees Music Festival 2021 года

Ранее Foo Fighters исполняли песню Энди Гибба 1978 года «Shadow Dancing» во время живого выступления Линды Перри на Rock 'n' Relief и песню Bee Gees «You Should Be Dancing» на шоу Jo Whiley's Sofa Session на BBC Radio 2. Дэйв Грол сказал о записи песни «You Should Be Dancing»: «Я никогда, никогда в жизни не пел так, но это была самая лёгкая песня, которую я пел за всю свою жизнь! Я спел песню, и прошло шесть минут, и я закончил. Я должен был петь так последние 25 лет!».

## Список композиций
| №  | Название                | Автор(ы)                          | Длительность |
| -- | ----------------------- | --------------------------------- | ------------ |
| 1. | «You Should Be Dancing» | Барри Гибб Робин Гибб Морис Гибб  | 3:53         |
| 2. | «Night Fever»           | Б. Гибб Р. Гибб М. Гибб           | 3:33         |
| 3. | «Tragedy»               | Б. Гибб Р. Гибб М. Гибб           | 4:46         |
| 4. | «Shadow Dancing»        | Б. Гибб Р. Гибб М. Гибб Энди Гибб | 4:15         |
| 5. | «More Than a Woman»     | Б. Гибб Р. Гибб М. Гибб           | 3:10         |

| №   | Название                  | Автор(ы)     | Длительность |
| --- | ------------------------- | ------------ | ------------ |
| 6.  | «Making a Fire» (live)    | Foo Fighters | 4:12         |
| 7.  | «Shame Shame» (live)      | Foo Fighters | 4:02         |
| 8.  | «Waiting on a War» (live) | Foo Fighters | 4:04         |
| 9.  | «No Son of Mine» (live)   | Foo Fighters | 3:25         |
| 10. | «Cloudspotter» (live)     | Foo Fighters | 3:45         |

## Участники записи
Foo Fighters
- Дэйв Грол — ведущий вокал, гитара, бэк-вокал на «Shadow Dancing»
- Тейлор Хокинс — ударные, ведущий вокал на «Shadow Dancing»
- Реми Джеффи[англ.] — клавишные, фортепиано
- Нейт Мендел — бас-гитара
- Крис Шифлетт — гитара
- Пэт Смир — гитара

## Чарты
| Чарт (2021)                            | Высшая позиция |
| -------------------------------------- | -------------- |
| Австралия (ARIA)                       | 31             |
| Нидерланды (Album Top 100)             | 18             |
| Ирландия (Irish Albums Chart)          | 27             |
| Шотландия (Scottish Albums Chart)      | 3              |
| Испания (PROMUSICAE)                   | 61             |
| Великобритания (UK Albums Chart)       | 17             |
| США (Billboard 200)                    | 27             |
| США (Billboard Top Alternative Albums) | 3              |
| США (Billboard Top Rock Albums)        | 5              |